# Леголас
Леголас (Зеленлист) је један од ликова у Толкиновој трилогији Господар прстенова. Он је принц Зелен-шуме и син краља Трандуила, једног од Сивих Вилењака Средње земље (Синдара). Он је по доласку у Ривендел и одржавању Елрондовог савета, представљао своју расу у Дружини прстена.
Упркос општем презирању између њихове две расе, Леголас и патуљак Гимли су, пре потпуног распада Дружине, постали пријатељи.
По завршетку Рата за прстен, Леголас је довео на југ Вилењаке из Зелен-шуме, и они су живели у Итилијену, који је поново постао најлепши крај у свим западним земљама.
Али када је првога марта 1541. краљ Елесар (Арагорн) преминуо, Леголас је коначно пошао за жељом свога срца, саградио је један сиви брод у Итилијену и отпловио низ Андуин, и даље, преко мора, у Валинор. 
Постоји и прича како је Леголас са собом повео Гимлија због њиховог великог пријатељства, већег од иједног што је икад било између Вилењака и Патуљка.